# Solea stanalandi
Solea stanalandi és un peix teleosti de la família dels soleids i de l'ordre dels pleuronectiformes que es troba a les costes del Golf Pèrsic i de l'Aràbia Saudita.